# مایکوباکتریوم گاستری
مایکوباکتریوم گاستری (نام علمی: Mycobacterium gastri) نام یک گونه از سرده مایکوباکتریوم است.